# Manhwa
Manhwa ( hangeul: 만화 ; hanja: 漫畵, pronunție: /man.hwa/) este numele dat benzilor desenate din Coreea, acest termen fiind folosit și în străinătate pentru a face referire la benzile desenate coreene. 
Parte importantă a culturii coreene, manhwa este foarte dinamică și are multe suporturi: pe hârtie, pe internet și pe mobil. 
Coreea de Sud este astăzi una dintre cele mai mari producătoare de benzi desenate din lume. 
Un autor de manhwa se numește manhwaga. 

## Istoric

### Origini
La fel ca manga japonez și manhua chinezesc, manhwa este puternic influențat de arta asiatică clasică și mai ales cea chinezească. Gravurile vechi ( xilografie ) din secolul X, foarte sofisticate, au fost folosite pentru diseminarea canoanelor budiste în rândul populației. În gravura coreeană Bomyeongshibudo (보명 십우도 / 普明 十 牛 圖), o vacă povestește o fabulă budistă. Pagina este împărțită în casete, iar imaginea, deasupra textului, îl ilustrează. 
Suntem deja în arta secvențială specifică benzii desenate. 
În perioada Joseon, arta coreeană se afirmă astfel: 
- Portretele pictate sunt calme și nu lipsite de umor. Această tradiție se regăsește în ilustrațiile copertelor de romane populare, postere și, ulterior, în primele benzi desenate.
- Literatura înflorește. Poezii narative cântate ( Kasa 가사), romane populare ( Japga 잡가), pansori (판소리), dar și spectacole cu clovni, toate oferind un loc important narațiunii, neezitând să critice societatea. Aceste caracteristici le regăsim (importanța povestirii, critica societății) și în manhwa.

Prin urmare, manhwa sa dezvoltat sub o dublă influență: tradiție epică și artă picturală orientală bazată pe linie. 

### Începuturi sub ocupație japoneză (1909-1945)

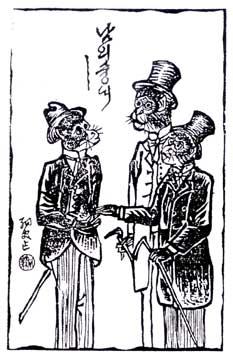
Caricatură de Lee Do-yeong, 1909.

La 30 octombrie 1883, apare primul ziar coreean: Hanseongsunbo (한성순 보 / 漢子 旬報). Urmează altele, toate controlate de guvern. În aceste prime ziare, nu găsim benzi desenate, ci multe ilustrații care ajută la înțelegerea știrilor. Pe 2 iunie 1909, odată cu prima publicare a lui Daehanminbo (대한 민보 / 大 韓 民 報), apare primul manhwa. Pe prima pagină, sub titlul Saphwa (삽화), coreenii pot descoperi opera caricaturistului Lee Do-yeong (이도영). Gravată pe lemn, manhwa-ul  lui Lee Do-yeong încearcă să trezească spiritul poporului coreean printr-o lucrare atât satirică (oficialii projaponezi sunt înfățișați ca maimuțe) cât și didactică. 
Publicarea acestor manhwa de către Lee Do-yeong a durat doar un an: în august 1910 începe ocupația japoneză și Daehanminbo este suprimat. Atât presa cât și țara sunt controlate cu un pumn de fier. Dar în urma răscoalei din 1 martie 1919, Japonia a slăbit puțin presiunea asupra presei și în 1920 au fost publicate noi titluri, inclusiv manhwa. Desenele animate dețin în continuare un loc privilegiat și cunosc o producție foarte bogată datorită concursurilor de benzi desenate organizate de ziare. 
Începând cu 1924, cu manhwa Strădaniile zadarnice ale unui idiot (Meongteongguri heonmulkyeogi 멍텅구리 헛물 켜기) de Noh Su-hyeong (노수형), publicată în Chosun Ilbo (조선 일보 / 朝鮮 日報), manhwa a început să adopte convențiile occidentale ale benzilor desenate (casete și în special bulele de vorbire). Sunt publicate primele colecții și reviste de specialitate. Manhwa se afirmă ca un mijloc privilegiat pentru a critica jugul opresiunii japoneze. În același timp, guvernul japonez publică numeroase benzi de propagandă, pentru a sprijini producția de orez sau pentru tineri, pentru a-i încuraja să se alăture armatei. 

### Susținerea în vremurile grele (1945-1980)
Odată cu eliberarea, țara se află sub administrație americană și sovietică. Mass-media își recapătă libertățile, iar manhwa satirică are o reaparitie timidă. Primul personaj popular, Profesorul Kojubu de Kim Yong-hwan (김영환), a apărut în Seoul Times. Se creează noi jurnale și se nasc reviste manhwa pentru adulți. La 15 septembrie 1948 , Kim Yong-hwan fondează Manhwa Haengjin (만화 행진 / 漫 畵 行進) (Manhwa în mișcare), care este prima revistă dedicată în întregime benzilor desenate. Cu toate acestea, trebuie să înceteze publicarea începând cu al doilea număr, victimă a unei cenzuri tot mai dure. Cu toate acestea, anul următor, la 13 martie 1949, Manhwas news își începe publicarea săptămânală, care va dura un an cu mare succes. Această revistă publică cei mai buni graficieni ai vremii: Kim Seong-hwan (김성환), Kim Yong-hwan (김영환), Shing Dong-heon (신동헌), Kim Eu-hwan (김의환) sau Lee Yong-chun (이영천). Ca și în Japonia în aceeași epocă, benzile desenate s-au despărțit de știrile zilnice și au devenit un gen popular autonom. 
Odată cu Războiul din Coreea, manhwa a recăpătat un loc central în propaganda de pe ambele părți ale conflictului. Graficienii sunt mobilizați și produc multe pliante, în special în sud. Soldatul lui Kim Yong-hwan, pe nume,Todori, care proslăvește curajul soldaților, are un succes uriaș. Cenzura se înăsprește din nou și caricaturiștii excesiv de critici sunt condamnați sever. Cu toate acestea, pentru a sprijini o societate puternic afectată de război și de sărăcie, și în special pe copii, revistele manhwa publică o mulțime de aventuri și povești fanteziste precum Doctor Hendel de Choi Sang-gwon (최상 권). Aceste povești sunt publicate în reviste cu costuri reduse, pe hârtie de foarte slabă calitate, din care doar câteva exemplare au supraviețuit. Aceste reviste, numite <i>takji manhwa (딱지 만화</i> ) și publicate în Pusan, permit autorilor tineri să se afirme. Odată cu takji manhwa, benzile desenate au început să se diversifice pentru a se adapta gusturilor cititorilor din ce în ce mai numeroși și mai diverși. Totodată, de la aceste takji manhwa, manhwa contemporană a luat casetele și bulele. 
Sfârșitul războiului din Coreea marchează începutul unei perioade prolifice pentru manhwa. Aceasta a durat până la mijlocul anilor ’60 și a fost însoțită de deschiderea și succesul foarte rapid al primelor librării de împrumuturi care au făcut posibilă închirierea și citirea benzilor desenate: manhwabangs 만화방 / 漫 畵 房. Piața începe să se structureze, sunt create editurile de specialitate precum Manhwa Segyesa (만화 세계사) și mulți editori independenți pornesc în aventură și noi reviste intră pe piață, cum este foarte popularul Arirang (아리랑.) Se începe publicarea de albume de 200 de pagini cu povești complete, favorizând apariția unor povești dramatice lungi în care excelează, de exemplu, Park Ki-jeong (박기정) sau Kim Jong-rae (김정래). Dar această experiență a unui album de benzi desenate va fi de scurtă durată, succesul manhwabang-urilor care promovează întâlnirea dintre manhwa și public a pus rapid capăt acesteia, în beneficiul multor reviste. Această pasiune pentru manhwa permite autorilor să trăiască mai confortabil și editorilor să lanseze noi graficieni și noi forme de manhwa. 
Manhwa de la sfârșitul anilor 1950 și începutul anilor 1960 este foarte diversă. Dacă genul dominant este <i>myeongrang manhwa</i> (명랑 만화 / 明朗 漫 畵) (manhwa plină de umor pentru adulți, de 3 sau 4 pagini), benzile desenate coreene narative se dezvoltă și înfloresc și, odată cu ea, o nouă generație de manhwaga (/漫 畵 家). Shin Dong-u (신동우), Kim San-ho (김산호) și Park Ki-dang (박기 당) creează manhwa SF și fantasy manhwa în timp ce Park Ki-jeong (박기정) dezvoltă manhwa istorică și revine la epoca ocupației japoneze în Poktana (폭탄 아 / 爆彈 兒) (Bombă) care povestește despre aventurile unui tânăr coreean care luptă împotriva japonezilor din Manchuria. Sunjeong manhwa (순정 만화 / 純情 漫 畵) devine un gen în sine cu Kwon Yeong-seop (권영섭), Choi Sang-rok (최상록), Jo Won-ki (조원기) sau Jang Eun-ju (장은주). Dar această perioadă de euforie a fost de scurtă durată. După lovitura de stat din 16 mai 1961, manhwa va decădea sub asalturile cenzurii, care distrug creativitatea autorilor. Distribuitorul și editura Habdong Munwhasa (합동 문화사) preia controlul distribuției manhwa și cumpără editori manhwa. În 1966 a instituit un monopol privind publicarea și distribuirea de manhwas. Deși cărțile de benzi desenate coreene sunt prizoniere atât ale cenzurii de stat, cât și ale monopolului lui Habdong Munwhasa, ea continuă totuși prin aventuri comice pentru copii și povești dramatice pentru adulți pentru a-i consola pe coreeni. Subiectele contemporane sunt abandonate în favoarea unor lungi romane grafice istorice, emblematice pentru manhwa anilor '70 și care permit o critică discretă a puterii în vigoare. Coreenii se identifică cu luptele împotriva feudalismului de la sfârșitul Perioadei Joseon sau cu nefericirile strămoșilor lor. Aceste manhawa, în timp ce oferă un pic de divertisment și mângâiere într-o perioadă dificilă, permit totodată coreenilor să-și recupereze istoria după cenzura ocupației japoneze și anii lungi de război. 
Primul serial istoric lung a fost publicat de cotidianul Ilgan Sport din 1972: Im Keog-Jeong (임꺽정) de Go U-Yeong (고우영), care este unul dintre cei mai importanți autori ai acestei perioade cu celelalte serii precum Suhoji (수호지 /水滸 志), sau <i id="mwmA">Samgukji</i> (삼국지 / 三國 志) adaptări ale Istoriei celor trei regate, care a fost cel mai mare succes al său; la fel, Chohanji (초한지 / 楚漢 志), Seoyuki (서유기 / 西遊記) sau Garujikijeon (가루지기 전). Aceste lungi relatări istorice nu erau lipsite de umor și de situații dramatice. De asemenea, în Ilgan Sports s-a publicat din 1974 seria Goindol (by) de Park Su-dong (박수동). Această serie apare de 18 ani. Cu o linie foarte originală susținută de un ton direct și plin de umor, Park Su-dong se ocupă de relațiile dintre bărbați și femei, introducând discret un erotism, pe atunci, interzis. Săptămânalul Sunday Seul a dominat piața manhwa în anii ’70, datorită dramelor istorice ale lui Bang Hak-ki (방학기), care s-a distins de restul producției prin calitatea scenariilor și naturalețea dialogurilor. Dar aceste prime succese majore ale manhwa pentru adulți nu umbresc manhwa pentru tineri, ale căror reviste sunt înfloritoare. Aceste benzi desenate sunt superbe și vesele. Printre cei mai căutați și apreciați autori se numără Kil Chang-deok (길창덕), Yun Seung-hun (윤승훈), Park Su-dong (박수동) și Shin Mun-su (신문 수). 

### Renașterea și dinamica manhwa în anii '80
În 1981, Kim Su-jeong (김수정) s-a inspirat din manhwa pentru copii a anilor '70 pentru realiza Dooly micul dinozaur (아기 공룡 둘리), primul manhwa adaptat într-un desen animat și subiectul multe produse derivate. El este, de asemenea, primul erou manhwa antipatic. Acest succes spectaculos marchează începuturile renașterii manhwa. 
Lee Hyeon-se (이현세) a schimbat radical, în 1982, modul de distribuție a manhwalelor publicând în mai multe volume extinse Gongpoui Oeingudan (공포 의 외인 구단) ( O echipă de baseball formidabilă), povestea unei echipe de învinși care, tot antrenându-se, bate echipele japoneze. Această poveste a devenit imediat un succes major și a reînviat lectura în manhwabang - uri, care fuseseră oarecum neglijate în anii '70. La rândul lor, mulți autori vor publica în această formă, precum Heo Yeong-man (허영만) sau Park Ki-jeong (박기정). Acest gen este favorizat de manhwabang-urile care vor să le ofere cititorilor lor acest tip de manhwa. Unii dintre ei se reunesc pentru a publica și închiria aceste povești în exclusivitate. Autorii lucrează exclusiv la manhwabang și se fac cunoscuți acolo înainte de a lucra pentru publicații. Încep să se înființeze rețele de manhwabang, datorită acestor povești de tip nou care doresc să reproducă succesul lui Gongpoeu Oeingudan, devenit modelul genului: un erou sărac, energic este îndrăgostit de o fată frumoasă și bogată. De asemenea, susținute de manhwabanguri, revistele de manhwa înfloritoresc. Poveștile sunt publicate acolo în episoade, înainte de a fi lansate în volum. Acestea sunt reviste săptămânale sau bi-săptămânale. Primul care a repurtat un mare succes este Bomulseom (보물섬 - Insula comorilor ) creată în 1982, care publică Lee Hyeon-se (이현세) și Hwang Mi-na (황미나). Urmează multe reviste într-o concurență acerbă, care are ca efect sectorarea pieței în funcție de criterii generaționale, sexuale sau de gust. Manhwa feminine, pe care cenzura le-a interzis în anii ’70, cunosc o revenire la mijlocul anilor ’80 cu scriitoare precum Kim Hye-rin (김혜린), Kang Gyeong-ok (강경옥) sau Hwang Mi-na (황미나). În 1990, a fost creată revista Renaissance care se ocupă exclusiv de <i>sunjeong manhwa</i> . Există, de asemenea, reviste specializate în SF și heroic fantasy. 
Începând cu manifestația din 10 iunie 1987, cenzura scade și apar primele relatări contemporane și realiste ale lui Lee Hee-jae (이희재). Desene animate de presă precum cele ale lui Park Jae-dong (박재동), care au marcat începuturile manhwa, își recapătă tonul satiric. Mulți artiști tineri, în principal femei, aleg manhwa ca mijloc de exprimare, susținut financiar de dinamica pieței și de sălile de împrumut. 

### Manhwa astăzi
Cu sfârșitul anilor '80, manga a fost permisă pe piața coreeană și a obținut un mare succes.În paralel cu un declin calitativ al manhwa, manga s-a impus treptat. Dar, foarte repede, piața și autorii au reușit să reacționeze. Reviste precum IQ Jump sau Young Champ au fost create pe modelul de revistelor japoneze, iar autorii au dat frâu liber dorințelor lor creative. Astfel, Yang Young-curând (양영순) s-a ocupat de fanteziile sexuale masculine din Nudl Nude ( 1995 ), care vor fi adaptate într-un film de animație. Lee Yoo-jeong (이유정) se confruntă cu violența zilnică. Femeile sunt interesate și mai mult de redarea vieții de zi cu zi, a sentimentelor și a conștiinței umane. Această cercetare în toate tipurile de stiluri personale și inovatoare a favorizat apariția multor edituri, recenzii și colective independente create de manhwabangs . Începând cu criza din 1997-1998, acestea și-au consolidat în continuare poziția pe piață, iar cota mangăi scade. 
Societatea coreeană, foarte dinamică, se pliază modelor cu viteză extremă; de asemenea, manhwa produce multe genuri, uneori influențate de manga și se adaptează la noi moduri de citit. Tinerii autori caută inovații radicale atât în stilul desenelor, cât și în mass-media alese. Rata de penetrare a internetului de bandă largă, care este una dintre cele mai ridicate din lume, favorizează răspândirea manhwa pe internet. Site-urile manhwabang se oferă să cumpere pagini manhwa de pe internet. O nouă piață este în plină expansiune: manhwa cu patru casete, cu sonor, pe care le poți descărca și citiți pe ecranul telefonului mobil. Toate companiile de telefoane mobile oferă manhwa abonaților, dând de lucru la zeci de studiouri. 
Astăzi, statul încearcă să difuzeze și să facă cunoscute manhwa, încă puțin cunoscute și prea des asimilate cu manga, în restul lumii. Acestea încep să fie publicate în Europa, Statele Unite și Japonia. 
În 2001, producția de manhwa a însumat 156 milioane de woni sud-coreeni, din care jumătate au provenit din vânzări în librării și supermarketuri, cealaltă jumătate din vânzări către manhabanguri. Piața manhwabang din 2001 a fost de 514 milioane de woni. Piața pare să se fi stabilizat după criza din 1997-1998. Ea se consolidează în continuare. 
Pe această piață există peste 500 de edituri, dintre care 400 publică mai puțin de 20 de titluri pe an și zece mai mult de 100 de titluri. Printre cele mai importante edituri putem menționa: 
- Daewon C&I [3]
- Seoulmunhwasa [4]
- Sigongsa [5]
- Ediția Haksan [6]
- Chorokbarmagici [7]
- Sai manhwa

## Autori principali

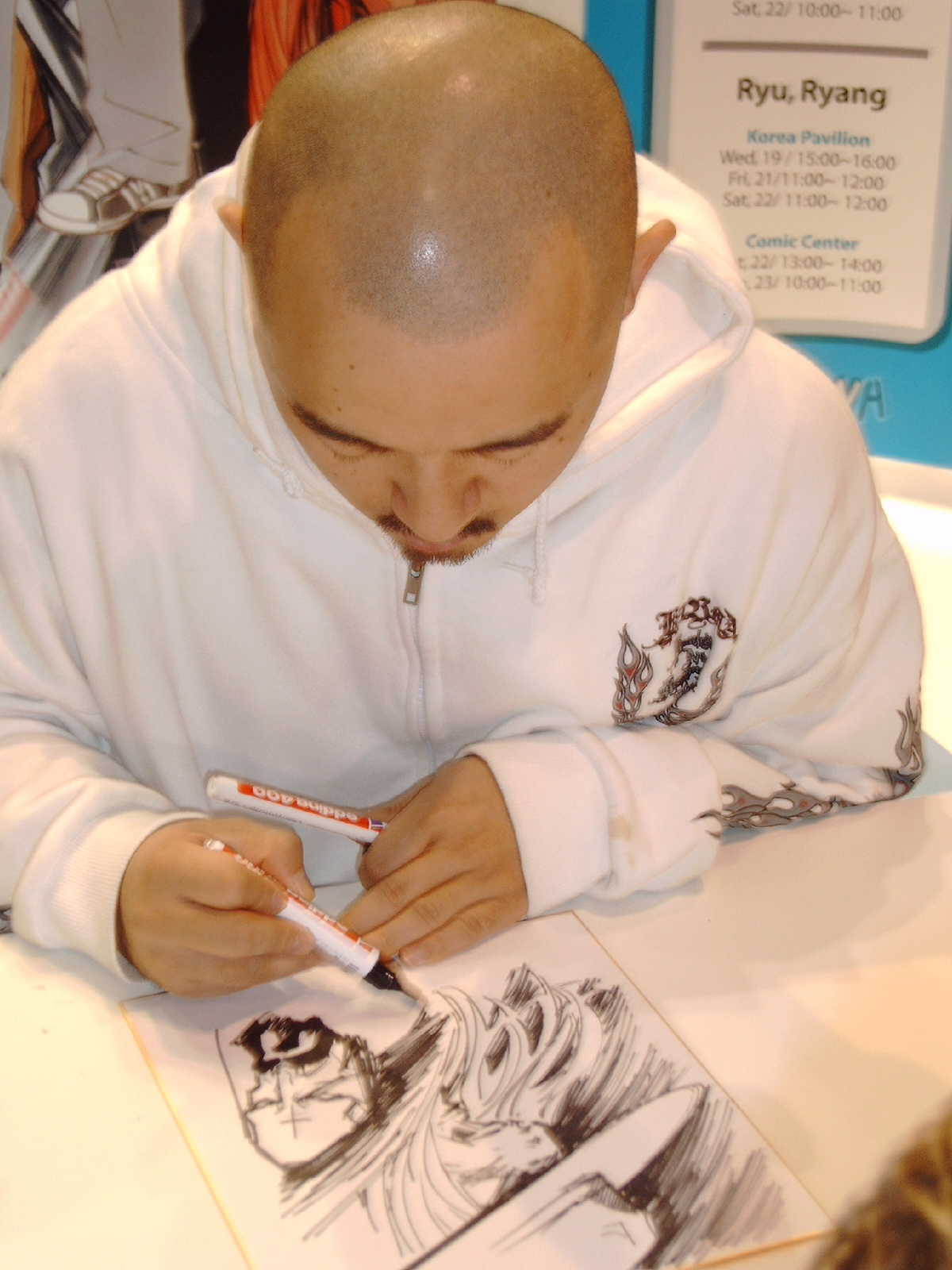
Manhwaga Hyung Min-woo, 2005.

- Lee Do-yeong 이도영 (1884-1933 sau 1885-1934)
- Ahn Seok-ju 안석주 (1901-1950)
- Kim Yong-hwan 김영환 (1912-1998)
- Parc Ki-dang 박기 당 (1922-1979)
- Im Chang 임창 (1923-1982)
- Kim Jong-rae 김종래 (1927-2001)
- Kil Chang-deok 길창덕 (1929-2010)
- Kim Seong-hwan 김성환 (1932-2019)
- Park Ki-jeong 박기정 (n. 1934)
- Kim Won-bin 김원빈 (n. 1935)
- Kim San-ho 김삼호 (născut în 1939)
- Mergeți U-yeong 고우영 (1939-2005)
- Bang Yeong-jin 방영진 (1939-1999)
- Park Su-dong 박수동 (n. 1941)
- Lee Jeong-mun 이정문 (n. 1941)
- Yun Seung-un 윤승언 (născut în 1943)
- Lee Du-ho 이두호 (născut în 1943)
- Kang Cheol-su 강철수 (născut în 1944)
- Heo Yeong-man 허영만 (născut în 1947)
- Kim Hyeong-bae 김형배 (n. 1947)
- Kim Su-jeong 김수정 (născut în 1950)
- Kim Dong-hwa 김동화 (n. 1950)
- Lee Hee-jae 이희재 (n. 1952)
- Park Jae-dong 박재동 (născut în 1952)
- Lee Hyeon-se 이현세 (n. 1954)
- Oh Se-yeong 오세영 (născută în 1955)
- Kim Jin 김진 (născut în 1960)
- Hwang Mi-na 황미나 (născută 1961)
- Kim Hye-rin 김혜린 (născută 1962)
- Shin Il-suk 신일석 (născută 1962)
- Kang Gyeong-ok 강경옥 (născută în 1965)
- Kim Youn Kyung 김연경
- Son Hee Joon 손희준
- Park Kun-woong 박건웅 (n. 1972)
- Ancco (născută în 1983)

## Tipuri de manhwa
- Manmun manhwa ( 만문만화 / 滿文漫畵 ), manhwa într-o singură casetă.
- Myeongrang manhwa ( 명랑만화 / 明朗漫畵 ), manhwa umoristică pentru adulți.
- Sonyung manhwa, pentru adolescenți, echivalent cu shōnen japonez.
- Sunjeong manhwa ( 순정만화 / 純情漫畵 ), destinat cititorilor de sex feminin, echivalent cu shōjo japonez.
- Tchungnyun, pentru adulți tineri (15-30 ani), echivalentul seinenului japonez.
- Takji manhwa ( 딱지만화 ), manhwa de aventuri care au loc în Occident. Epoca lor de aur este în anii '50 [1].